# Joachim Bohm (Politiker)
Joachim Bohm (* 24. April 1950 in Berlin) ist ein deutscher Politiker (CDU) und war von November 1995 bis 2001 Mitglied im Abgeordnetenhaus von Berlin.
Joachim Bohm studierte nach dem Abitur 1971 Rechtswissenschaften an der Freien Universität Berlin und Verwaltungswissenschaften an der Hochschule für Verwaltungswissenschaften in Speyer. Nach dem zweiten juristischen Staatsexamen 1978 war er zunächst an der FU Berlin tätig. Er wechselte dann in den Justizdienst, zunächst in der Staatsanwaltschaft beim Landgericht Berlin, dann als Richter am Verwaltungsgericht Köln bis 1982, am Bundesdisziplinargericht bis 1988, schließlich als Oberstaatsanwalt beim Bundesverwaltungsgericht 1990.
Bohm gehört der CDU seit 1992 an. Er wurde 1995 über die Bezirksliste Reinickendorf und 1999 im Wahlkreis Reinickendorf 1 direkt in das Abgeordnetenhaus gewählt.